# IQiyi
iQiyi (chinois simplifié : 爱奇艺 ; pinyin : Àiqíyì) est un site de publication de vidéos en ligne créé le 22 avril 2010 en République populaire de Chine. Il cumulait plus de 50 millions de vidéos visionnées quotidiennement en mai 2013. Le public chinois visualise en tout plus d'1,28 milliard d'émissions de télévision et de films par mois d'après des statistiques de septembre 2014.
Ce site a été fondé par Baidu, le plus important moteur de recherche en Chine.